# Mariusz Malec (reżyser)
Mariusz Malec (ur. 15 kwietnia 1968 w Kielcach) – polski reżyser, dokumentalista i scenarzysta.
Członek kapituły Nagrody Jana Rodowicza „Anody” przyznającej wyróżnienia osobom niezwykłym, „powstańcom współczesności”. Twórca koncepcji Domu Myśli Braterskiej służącego porozumieniu formacji harcerskich w Polsce. Jeden z założycieli Stowarzyszenia „Nasza Historia” promującego postawy patriotyczne wśród dzieci i młodzieży, propagującego kulturę i sztukę Polski.

## Życiorys
Jest absolwentem Wydziału Filozofii Katolickiego Uniwersytetu Lubelskiego. Ukończył także podyplomowe studia reżyserii filmowo-telewizyjnej na Wydziale Radia i Telewizji Uniwersytetu Śląskiego w Katowicach.
Reżyser był wielokrotnie nagradzany na festiwalach filmowych w kraju i za granicą. Jest laureatem m.in. Grand Prix Tampere International Film Festiwal w Finlandii (jeden z trzech najważniejszych festiwali dokumentów na świecie) i „Nagrody Światła” za innowacyjne ujęcie tematu dokumentalnego na festiwalu DokumentART w Niemczech. Reżyserował telewizyjne spektakle teatralne, cykliczne programy „na żywo” oraz teledyski. Zrealizował dwa filmy fabularne: pokazywany na festiwalach 5 kontynentów debiut telewizyjny Człowiek wózków (2000), nazwany przez krytykę „metafizycznym kinem drogi” oraz komedię romantyczną Jeszcze raz (2008) z Danutą Stenką i Janem Fryczem obejrzaną przez ponad 700 000 widzów. Współpracował z Europejską Unią Nadawców Radiowo-telewizyjnych EBU, kanałem „Arte”, stacjami telewizyjnymi w Niemczech i Hiszpanii. Jest autorem 30 filmów dokumentalnych. Od ośmiu lat reżyseruje seriale: „Na dobre i na złe” oraz „M jak Miłość”.

## Filmografia – fabuła
2000 Człowiek wózków
- nominacje do Nagrody Orła w kategoriach: zdjęcia (Jacek Petrycki) i scenariusz (Mariusz Malec)
- nagroda za scenariusz na Międzynarodowym Festiwalu Filmowym w Pjongjangu (Korea Północna)
- najciekawszy film Przeglądu Filmów w Koszalinie,
- nagroda Publiczności za najlepszy debiut, X Przegląd Filmów Fabularnych „Debiuty” w Koninie
- pokazywany w konkursach festiwali w Valladolid (Hiszpania), Mannheim (Niemcy), Kair (Egipt), Szanghaj (Chiny), etc

2008 Jeszcze raz
- nagroda za pierwszoplanową rolę kobiecą dla Danuty Stenki na Międzynarodowym Festiwalu Filmowym w Kijowie.

## Teatr Telewizji
1994 Przerwana rozmowa Tadeusza Różewicza
1999 Zostawmy to przeznaczeniu Victora Haima
2008 Pseudonim ANODA Pawła Mossakowskiego
2014 Zabójcza pewność Markusa Lloyda

## Filmografia – dokument
1991 Droga
1992 Balzak, czyli świat Kazimierza Mikulskiego
1993 Boski architekt
1993 Kołodziej numer 432
1994 Gancwol fotograf
- nagroda producencka TVP S.A., Międzynarodowy Festiwal Filmów Krótkometrażowych, Kraków 1994

1995 Cicha przystań
- jeden z 8 najlepszych dokumentów świata, New York Film Festival 1996,
- Grand Prix, DokumentART, Neubrandenburg 1996
- Grand Prix, Tampere International Film Festival 1996

Uniwersytet Warszawski
1996 Dni tworzenia-dni zagłady
Joan Miró
1997-8 Dzieje kultury polskiej (10 części cyklu)
1998 Stworzyć wiatr
- najlepszy film o fotografii, Art Film Festival, Trancanske Teplice 1999

2000 Matka nieznanego żołnierza
- nagroda główna “Wydarzenie Nurtu” na Ogólnopolskim Przeglądzie Form Dokumenalnych “NURT”, Kielce 2000
- nagroda główna Festiwalu Mediów „Człowiek w zagrożeniu”, Łódź 2000 na Międzynarodowym Festiwalu Telewizyjnym w Monte Carlo (2001) uznany za jeden z pięciu najlepszych dokumentów na świecie

Boris Eifman. Wieczny wędrowiec
- jeden z najlepszych filmów o sztuce na świecie, Art Film Festival, Montreal 2002

2002 Człowiek, którego nie ma
- nagroda Planete dla najlepszego polskiego filmu dokumentalnego na Krakowskim Festiwalu Filmowym, 2002
- nagroda Światła za innowacyjną opowieść dokumentalną nagroda filmowa Findling / Findlingspreis LVFK MV, DokumentART, Neubrandenburg 2002

2003 Nord – Ost. Teatr Śmierci
- nagroda główna “Wydarzenie Nurtu” oraz nagroda publiczności na Ogólnopolskim Przeglądzie Form Dokumentalnych „NURT”, Kielce 2003

Karolek
- nagroda Anioła, nagroda publiczności na Międzynarodowym Festiwalu Programów i Filmów Religijnych w Warszawie, 2004

2005 Marcinek
- nagroda dla najlepszego dokumentu, Festival Internacional de Cine para Niños, Meksyk 2005

2008 Trzy historie jednej historii
2010 Oni szli Szarymi Szeregami
- nagroda Krytyków Filmowych SDP dla dokumentu
- patronat honorowy prezydenta Rzeczypospolitej Polskiej Bronisława Komorowskiego
- nagroda specjalna Prezydenta Rzeczypospolitej Polskiej Lecha Kaczyńskiego dla reżysera fabularyzowanego dokumentu

## Ostatnie wyróżnienia
2016 Nagroda Teatru Polskiego Radia "Don Kichot" za debiut reżyserski
2014 Medal z okazji 70. rocznicy Powstania Warszawskiego przyznawany przez Prezesa Związku Powstańców Warszawskich gen. bryg. Zbigniewa Ścibora-Rylskiego
Nagroda „Ziemowita” dla twórcy filmowego, Przegląd Filmów Edukacyjnych „W poszukiwaniu wartości”, Kielce
2012 Medal „Pro Patria” przyznany przez Kierownika Urzędu do Spraw Kombatantów i Osób Represjonowanych
Nagroda Krytyków Filmowych SDP dla dokumentu „Oni szli szarymi szeregami”
2011 Patronat honorowy prezydenta Rzeczypospolitej Polskiej Bronisława Komorowskiego dla filmu „Oni szli szarymi szeregami”
2010 Nagroda specjalna Prezydenta Rzeczypospolitej Polskiej Lecha Kaczyńskiego dla reżysera fabularyzowanego dokumentu Oni szli szarymi szeregami, XXV Międzynarodowy Katolicki Festiwal Filmów i Multimediów, Niepokalanów, „Za ukazanie roli patriotycznego wychowania młodzieży w II Rzeczypospolitej, które zaowocowało bohaterską służbą Ojczyźnie w Szarych Szeregach AK w czasie II wojny światowej”.
Nagroda za twórczą realizację telewizyjną spektaklu teatralnego „Ferdydurke”, X Festiwal Teatru Polskiego Radia i Teatru Telewizji Polskiej DWA TEATRY, Sopot
2009 Srebrny medal na Olimpiadzie Sztuki, kategoria: dokument, The III Delphic Games, Jeju (Korea Południowa),
Nagroda za twórczą realizację telewizyjną spektaklu teatralnego „Teczki”, IX Festiwal Teatru Polskiego Radia i Teatru Telewizji Polskiej DWA TEATRY, Sopot.